# Adjakson Ramos
Adjakson Ramos (8 de octubre de 2002) es un futbolista santotomense que juega en la demarcación de defensa para el ASD Novoli Calcio 1942 de la Eccellenza.

## Selección nacional
El 22 de marzo de 2023 hizo su debut con la selección de fútbol de Santo Tomé y Príncipe en un encuentro de clasificación para la Copa Africana de Naciones de 2023 contra Sierra Leona que finalizó con un resultado de empate a dos tras los goles de Mustapha Bundu y Abu Komeh para Sierra Leona, y un doblete de Luís Leal para Santo Tomé y Príncipe.

## Clubes
| Club                     | País     | Año       | Partidos | Goles |
| ------------------------ | -------- | --------- | -------- | ----- |
| CF Estrela da Amadora B  | Portugal | 2021-2022 | 11       | 0     |
| Lusitano Ginásio Clube   | Portugal | 2022-2023 | 19       | 0     |
| Real S. C.               | Portugal | 2023-2024 | 13       | 0     |
| ASD Polisportiva Gioiosa | Italia   | 2024      | 0        | 0     |
| ASD Città di Formia      | Italia   | 2024      | 3        | 0     |
| ASD Novoli Calcio 1942   | Italia   | 2025-     |          |       |